# Lebensmittelhygiene-Verordnung
Die deutsche Lebensmittelhygiene-Verordnung (LMHV) ist eine Rechtsverordnung auf Grundlage des Lebensmittel- und Futtermittelgesetzbuchs (LFGB). Die LMHV setzt lebensmittelhygienische Bestimmungen der EG und EU um und dient ihrer Durchführung; dabei enthält sie vor allem Regelungen für „spezifische Fragen“ (so die Umschreibung in § 1 der Verordnung), zu denen das EU-Lebensmittelrecht den Mitgliedstaaten explizit Gestaltungsspielraum gewährt oder die vom EU-Lebensmittelrecht gar nicht abgedeckt werden.

## Neufassung im Jahr 2007
Durch das Inkrafttreten unmittelbar wirkender europäischer Rechtsakte auf dem Gebiet der Lebensmittelhygiene („EU-Hygienepaket“) im Jahr 2006 waren viele nationale Regelungen überflüssig geworden. Darum wurde die LMHV mit Artikel 1 der Verordnung zur Durchführung von Vorschriften des gemeinschaftlichen Lebensmittelhygienerechts neu gefasst. Mit diesem Artikelgesetz wurden neben der LMHV vier weitere Verordnungen erlassen (Tier-LMHV, Tier-LMÜV, Zoonosen-Verordnung, Lebensmitteleinfuhr-Verordnung), 17 Verordnungen des Lebensmittelrechts geändert (Artikel 6 bis 22) und weitere 12 Verordnungen aufgehoben (Artikel 23), darunter auch die bis dato geltende Fassung der LMHV von 1997. Erlassen wurde das Gesetz durch das damalige Bundesministerium für Landwirtschaft und Ernährung und Verbraucherschutz (BMELV) und das Bundesministerium für Gesundheit (BMG).

## Vorgänger-Verordnung von 1997 bis 2007
Die im Jahr 2007 aufgehobene LMHV vom 5. August 1997 legte bereits die allgemeine Hygieneanforderung fest, dass Lebensmittel nur so hergestellt und in Verkehr gebracht werden dürfen, dass sie "der Gefahr einer nachteiligen Beeinflussung nicht ausgesetzt sind". Sie bestimmte ferner, dass jeder Betrieb, der Lebensmittel herstellt, verarbeitet oder in Verkehr bringt, verpflichtet sei, im Prozessablauf die für die Lebensmittelsicherheit kritischen Arbeitsstufen zu ermitteln, konsequent zu überwachen, zu dokumentieren sowie angemessene Sicherheitsmaßnahmen festzulegen, durchzuführen und zu überprüfen. Paragraf 4 beschrieb bereits die Grundzüge eines HACCP-Konzepts.

## Wichtige Ergänzungen durch die aktuelle LMHV
Paragraf 5 in Verbindung mit Anlage 2 der LMHV regelt Hygieneanforderungen an die Abgabe kleiner Mengen bestimmter Primärerzeugnisse den Endverbraucher und an lokale Betriebe des Einzelhandels. Dazu zählen unter anderem Honig, frischer Fisch und lebende Muscheln in haushaltsüblichen Mengen, erlegtes Wild eines Jagdtages oder Eier eines Betriebs mit weniger als 350 Legehennen.
Paragraf 6 in Verbindung mit Anlage 3 der LMHV beschreibt Ausnahmen für eine Reihe traditioneller Lebensmittel von den Anforderungen der EU-Lebensmittelhygiene-Verordnung (Verordnung (EG) Nr. 852/2004) hinsichtlich Räumen, Geräten und Ausrüstungen. Aufgrund dieser Ausnahmeregelungen ist es beispielsweise erlaubt, bei der Herstellung von Brot und Backwaren weiterhin Arbeitsgeräte aus Holz zu verwenden, oder Kupferkessel bei der Käseproduktion. Weitere Ausnahmen schafft Paragraf 6a für die Herstellung von Hart- und Schnittkäse in Betrieben der Alm- oder Alpwirtschaft.
Paragraf 10 listet Tatbestände auf, die eine Ordnungswidrigkeiten im Sinne des Lebensmittel- und Futtermittelgesetzbuch darstellen, wenn die Verstöße vorsätzlich oder fahrlässig erfolgen.